# Trichogalumna duoporosa
Trichogalumna duoporosa är en kvalsterart som beskrevs av Hammer 1971. Trichogalumna duoporosa ingår i släktet Trichogalumna och familjen Galumnidae. Inga underarter finns listade i Catalogue of Life.